# Xochiquetzal

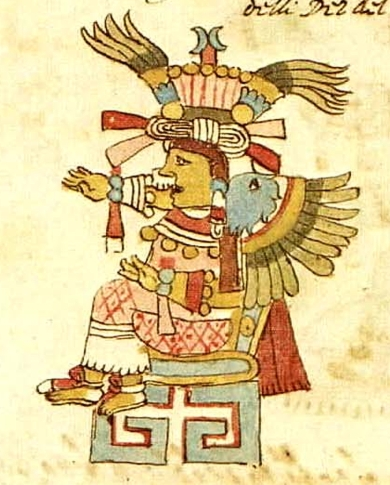
Xochiquetzal – rysunek z Kodeksu Rios, XVI w.

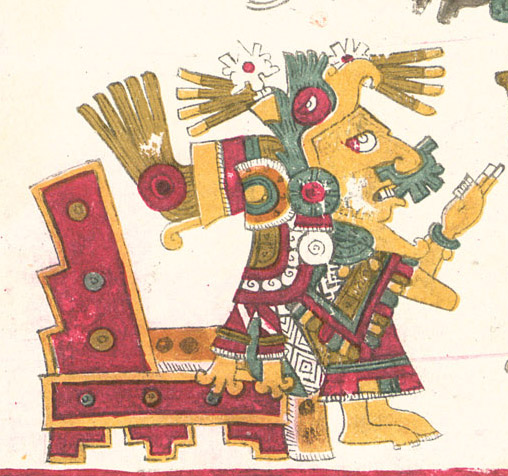
Xochiquetzal – rysunek z Kodeksu Borgia

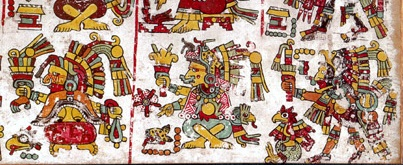
Xochiquetzal i Quetzalcoatl – rysunek z Kodeksu Nuttall

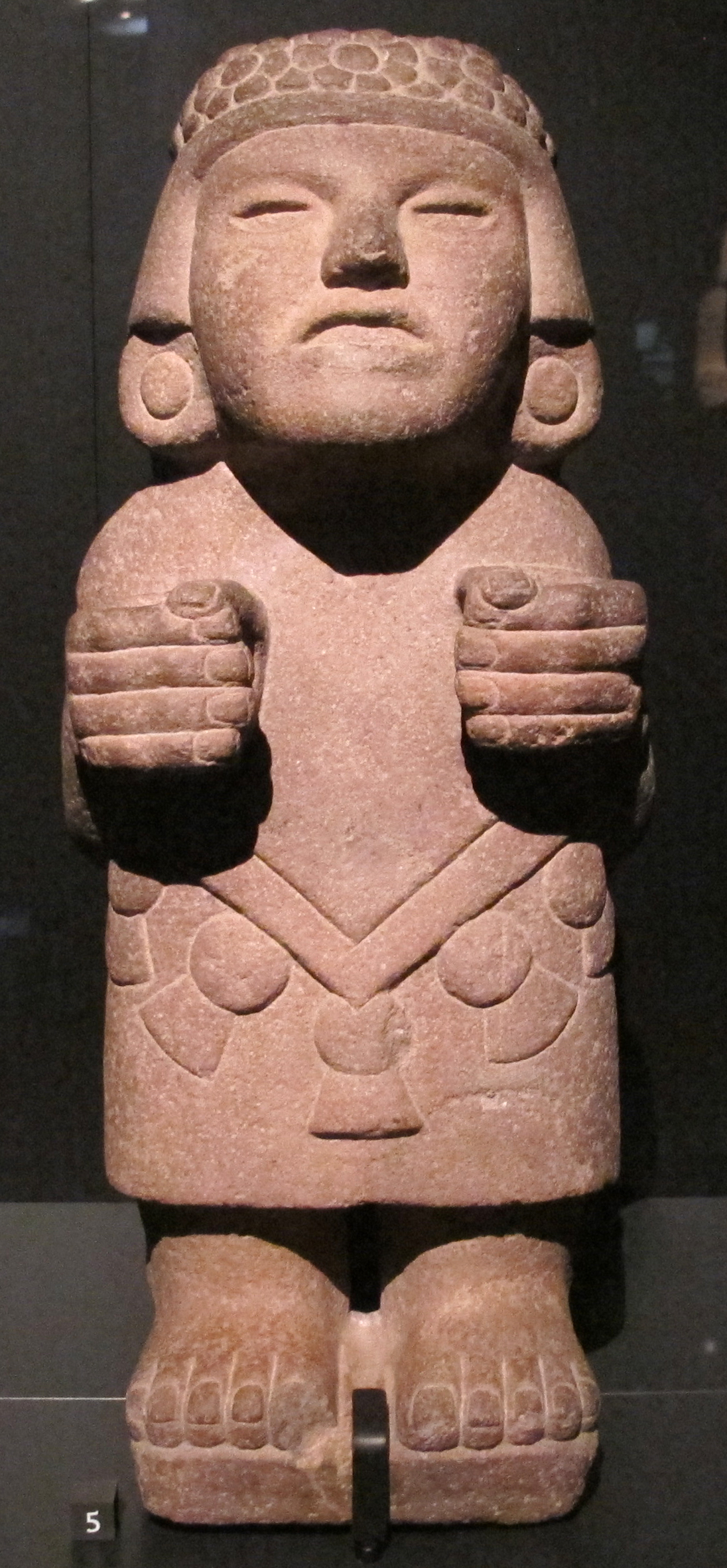
Xochiquetzal

Xochiquetzal [ʃo:tʃi’ketsaɬ] (nah.: „kwieciste pióro”, „ukwiecone drogocenne zielone pióro” lub „ukwiecone pióro kwezala”) – w mitologii Azteków i Tolteków bogini kwiatów, dzieci, miłości, zabawy oraz tańców. Pierwotnie utożsamiana z Księżycem.
Patronka 20 dnia (Xochitl) azteckiego kalendarza, co osiem lat urządzano na jej cześć uroczyste święto z tańczącymi postaciami w maskach uosabiającymi rośliny i zwierzęta. Była małżonką boga deszczu Tlaloca i siostrą boga kukurydzy Xochipilli.
Z powodu swojej urody została porwana z mitycznego raju Tamoanchan przez Tezcatlipocę, który uczynił ją boginią miłości.